# Sesamia monodi
Sesamia monodi är en fjärilsart som beskrevs av Charles E. Rungs. Sesamia monodi ingår i släktet Sesamia och familjen nattflyn. Inga underarter finns listade i Catalogue of Life.